# 希艾瑟施托克山
46°55′42″N 8°43′42″E / 46.92833°N 8.72833°E

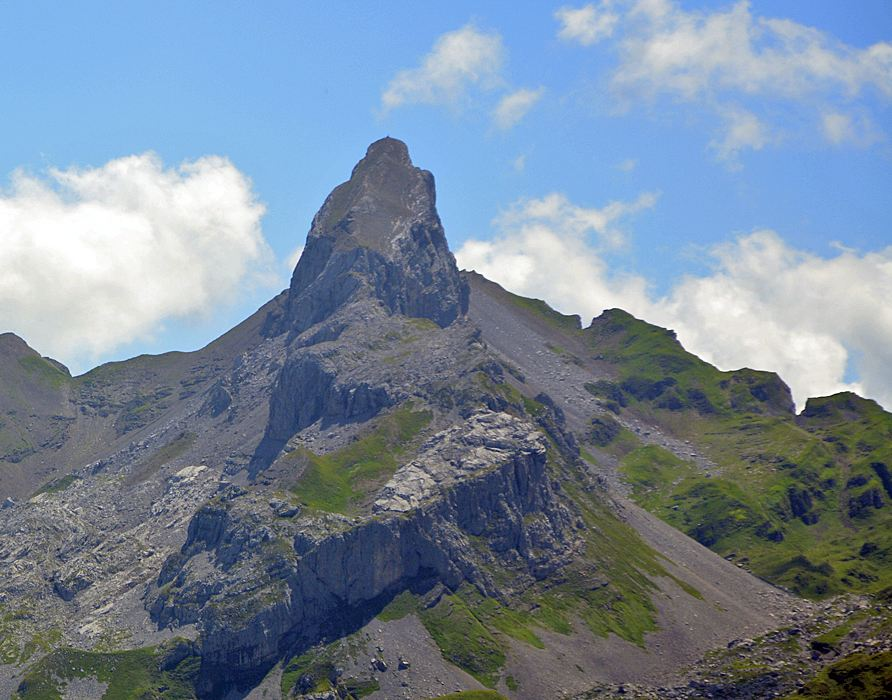

希艾瑟施托克山（Chaiserstock），是瑞士的山峰，位於該國中部，處於施維茨州和烏里州接壤的邊界，屬於施維茨阿爾卑斯山脈的一部分，海拔高度2,514米，每年平均降雨量2,385毫米。